# رأس مرمور
رأس مرمور هو أحد رؤوس الساحل الشرقي للبلاد التونسية، يقع في ولاية مدنين قرب بلدة حسي الجربي التابعة لمعتمدية جرجيس.
| رأس المرمورة |